# Exémestane
L'exémestane (vendu sous le nom d'Aromasine) est un médicament de la classe des inhibiteurs de l'aromatase utilisé dans le traitement du cancer du sein.

## Efficacité
Dans le cancer du sein hormono dépendant de la femme non ménopausée, associé à la triptoréline, un anti-androgène, il s'avère être supérieur au tamoxifène (également associée à la triptoréline) pour la prévention des récidives. Ces résultats sont également retrouvés chez la femme ménopausée, avec en plus, une tendance à l'allongement de la survie. 

## Effets secondaires
Par rapport au tamoxifène, l'exémestane entraîne moins de bouffées de chaleur, plus de sécheresse vaginale et une certaine perte d'intérêt pour la sexualité. Il existe également plus d'hypertension artérielle, de dyslipidémies ou de douleurs musculaires. La qualité de vie est globalement comparable pour les deux traitements.